# Társadalmi igazságosság
A társadalmi igazságosság egy csoport (általában egy társadalom) olyan ideálját jelenti, amelyben a javak elosztása ezen csoportosulás etikai alapelveinek megfelelően történik. Ezen alapelvek természetesen az idő előrehaladtával és a társadalommal együtt változnak.

## Története
Az igazságosság nagyon régi fogalom, amely már az ókorban is foglalkoztatta a filozófusokat (Arisztotelész). A társadalmi igazságosság fogalma a XIX. században alakult ki a különféle szociális kérdések felmerülése kapcsán. Ezen témával részletesen először Luigi Taporelli d ´Azeglio foglalkozott 1845-ben megjelent könyvében. Később XI. Piusz pápa foglalkozott a témával és ültette át a fogalmat a társadalmi rendről szóló katolikus szociáltanába (Quadragesimo anno). Az 1990-es évektől egyre gyakrabban beszélnek róla a nyugat-európai politikában és elterjedt az a nézet, hogy a társadalmi igazságosság minden demokratikus társadalom feltétele. Mások viszont csak kiüresedett szófordulatnak tartják. Az első filozófiai mű például, amely ezt a fogalmat tartalmazza, a „társadalmi igazságosság illúziójáról” beszél (Friedrich August von Hayek, The Mirage of Social Justice, London 1976).
A katolikus egyházban nem XI. Pius pápa, hanem XIII. Leó pápa "foglalkozott" először a társadalmi igazságosság kérdésével 1891. május 15-én kibocsátott Rerum novarumban. Ez volt az első pápai szociális körlevél, melynek főtémája a munkáskérdés. Ez képezi ma is alapját a társadalmi igazságosságnak, mindig igazodva a kor aktuális körülményeihez, s ugyanakkor nem térve el az alapoktól.